# Ma'ale Adummim
 Ma'ale Adumim  (in ebraico  מעלה אדומים, מעלה אדמים‎?) è un insediamento illegale israeliano situato ad est di Gerusalemme, in Palestina e ai bordi del deserto della Giudea.
Si trova all'interno dei confini del consiglio regionale di Gush Etzion, ma ha avuto un proprio sindaco e comune indipendente dal consiglio di giurisdizione in quanto ha ottenuto lo status di città nel 1991.
La comunità internazionale considera gli insediamenti israeliani in Cisgiordania illegali secondo il diritto internazionale umanitario, anche se il governo israeliano lo contesta.